# دانا فافروفا
دانا فافروفا (بالتشيكية: Dana Vávrová)‏ دانا فافروفا كانت ممثلة أفلام ومخرجة تشيكية- ألمانية (ولدت في 9 آب 1967 في براغ «عاصمة  جمهورية التشيك حالياً» وكانت عاصمة تشيكوسلوفاكيا السابقة (التي تأسست في أكتوبر 1918 حينما أعلنت استقلالها عن الإمبراطورية النمساوية المجرية وظلت قائمة حتى تفككها السلمي في 1 يناير 1993 لتنقسم إلى دولتين هما جمهورية التشيك وجمهورية سلوفاكيا) وتوفيت في 5 شباط 2009 في ميونيخ الألمانية).

## سيرتها الذاتية
ولدت دانا فافروفا في براغ، تشيكوسلوفاكيا ، ولعبت أول دور رئيسي لها في فيلم في Žijí duchové! (بالإنكليزية:تحيا الأشباح في عام 1976 ، بعد أن كانت قد لعبت دورا صغيرا في حد ذاته جاك točí Rozmarýny. في عام 1979 وكانت قد مثلت دورا ثانويا في التلفزيون بالمسلسل الصغير أرابيلا. في عام 1982 ، قامت بدور رئيسي كـجانينا ديفيد في المسلسل الألماني المصغر Ein Stück Himmel، وفازت بجائزة الكاميرا الذهبية، وthe Goldener Gong، وجائزة غريم أدولف.حضرت بـمعهد براغ في الفترة من 1981 إلى 1985. وأدت بعض الأدوار أخرى بما في ذلك الأفلام أماديوس وPan Tau، لعبت الدور الرئيسي في كـانا ويمشنايدر في الفلم الألماني Herbstmilch (بالإنكليزية تعني:حليب الخريف تحت إدارة جوزيف فايلسماير Joseph Vilsmaier، والذي كانت قد تزوجته في في عام 1986. فازت (مع فيرنر ستوكر Werner Stocker بالجائزة البافارية السينمائية (Bayerischer Filmpreis) وجائزة السينما الألمانية (Deutscher Filmpreis) لهذا الدور.
من الافلام البارزة التي مثلتها في مسيرتها الفنية الفلم الحربي ستالينغراد 1993 ستالينغراد (فيلم) وهو إنتاج ألماني عام 1993 (هناك فلم ستالينغراد (فيلم 2013) أيضا إنتاج روسي عام 2013) وفي هذا الفلم الذي قامت به بدور صغير (جندية سوفييتية تقع بأسر الجيش الألماني النازي المحتل لستالينغراد) الا انها اجادت هذا الدور رغم صغر مساحة ظهورها فيه والذي اخرجه زوجها جوزيف فايلسماير.
بالإضافة إلى التمثيل، فانها أيضا قامت بإخراج عدة أفلام، كان آخرها استكمال إنتاج ارتور براونر القطار الأخير: (بالألمانية : Der letzte Zug) بعد جوزيف فايلسماير Joseph Vilsmaier، الذي كان يخرجه. 
دانا فافروفا قد فازت بجائزة (استحقاق الصليب الاتحادية Bundesverdienstkreuz)
لدانا فافروفا ثلاث بنات من زوجها جوزيف فايلسماير هن: جانينا فايلسماير Janina Vilsmaier ، و تيريزا فايلسماير Theresa Vilsmaier ، وجوزفينا فايلسماير Josefina Vilsmaier ، واللواتي نشطن كممثلات . وايضا اخت دانا فافروفا الكبرى هانا هيرمانكوفا Hana Heřmánková هي مقدمة برامج تلفزيونية في جمهورية التشيك .
توفيت دانا فافروفا متأثرة باصابتها بمرض سرطان عنق الرحم سرطان عنق الرحم في ميونيخ بـإلمانيا بتاريخ 5 شباط عام 2009. وكانت بعمر يناهز الـ 41 سنة.

## أفلامها

### كممثلة
- 1976: Long Live the Ghosts! (Ať žijí duchové!) – Director: Oldřich Lipský
- 1977: Jak se točí Rozmarýny – Director: Věra Plivová-Simková
- 1978: Vražedné pochybnosti – Director: Ivo Toman
- 1978: Kulový blesk – Director: Zdeněk Podskalský, Ladislav Smoljak
- 1979: Arabela – Director: Václav Vorlíček
- 1979: Koncert na konci léta – Director: František Vláčil
- 1980: Brontosaurus – Director: Věra Plivová-Simková
- 1982: Ein Stück Himmel – Director: Franz Peter Wirth
- 1983: Levé křídlo – Director: Jiří Hanibal
- 1983: Kluk za dvě pětky – Director: Jaromír Borek
- 1984: Bambinot – Director: Jaroslav Dudek
- 1984: My všichni školou povinní – Director: Ludvík Ráža
- 1984: Amadeus – Director: Miloš Forman
- 1987: Pan Tau – Director: Jindřich Polák
- 1988: Herbstmilch – Director: Joseph Vilsmaier
- 1988: Derrick -Fliegender Vogel (Bettina Rudolf)
- 1991: Rama dama – Director: Joseph Vilsmaier
- 1992: Rosenemil – Director: Radu Gabrea
- 1992: Der Nachbar – Director: Götz Spielmann
- 1993: Stalingrad – Director: Joseph Vilsmaier
- 1993: Pizza Arrabiata – Director: Jochen Richter
- 1995: Schlafes Bruder (Brother of Sleep) – Director: Joseph Vilsmaier
- 1997: Comedian Harmonists – Director: Joseph Vilsmaier
- 1999: Der Bär ist los – Director: Dana Vávrová
- 2000: The Conception of My Younger Brother
- 2002: The Damned
- 2002: August der Glückliche (Fernsehen) – Director: Joseph Vilsmaier
- 2004: Der Vater meines Sohnes (Fernsehen) – Director: Dagmar Damek
- 2004: Bergkristall – Director: Joseph Vilsmaier
- 2004: Grenzverkehr – Director: Stefan Betz
- 2006: Ein Hauptgewinn für Papa – Director: Bodo Fürneisen
- 2006: Lamento – Director: René Sydow, Daniel Hedfeld
- 2008: Die Gustloff – Director: Joseph Vilsmaier

### كمخرجة
- 1995: Wia die Zeit vergeht (documentary film about the musician Hubert von Goisern) – Regie: Dana Vávrová
- 1996: Hunger – Sehnsucht nach Liebe – Regie: Dana Vávrová
- 2006: Der letzte Zug – Regie: Dana Vávrová, Joseph Vilsmaier

## وصلات إضافية
- دانا فافروفا على موقع IMDb (الإنجليزية)
- دانا فافروفا على موقع مونزينجر (الألمانية)
- دانا فافروفا على موقع ألو سيني (الفرنسية)
- دانا فافروفا على موقع أول موفي (الإنجليزية)
- دانا فافروفا على موقع قاعدة بيانات الأفلام السويدية (السويدية)
- دانا فافروفا على موقع ديسكوغز (الإنجليزية)
- دانا فافروفا على موقع قاعدة بيانات الفيلم (الإنجليزية)
- دانا فافروفا على موقع كينوبويسك (الروسية)
- دانا فافروفا في فهرس مكتبة ألمانيا الوطنية
- Profile on cinema.de